# 沙倫鎮區 (內布拉斯加州水牛縣)
沙倫鎮區（英語：Sharon Township）是位於美國內布拉斯加州水牛縣的一個行政鎮區。

## 地方資料
沙倫鎮區的面積為93.06平方千米，皆為陸地。根據2020年美國人口普查的數據，當地共有人口151人，而人口密度為每平方千米1.62人。